# Niklas Sundin
Pour les articles homonymes, voir Sundin.
Niklas Sundin (18 août 1974 - ) est un guitariste suédois, né à Göteborg. Il est le guitariste des groupes Dark Tranquillity et Laethora. De plus, il a écrit les paroles de l'album Skydancer de Dark Tranquillity ainsi que celles des trois premiers albums d'In Flames, à partir des idées d'Anders Fridén, et il a traduit du suédois à l'anglais les paroles de l'album Colony, du même groupe. 
Sundin est aussi le propriétaire de Cabin Fever Media, un studio qui crée les pochettes ainsi que les livrets des albums et DVD de plusieurs groupes de metal, comme Kryptos, Arch Enemy, In Flames, Sentenced, ainsi que ceux de ses propres groupes.